# طائفة شنترين
طائفة شنترين كانت مملكة طوائف إسلامية أندلسية في العصور الوسطى في ما يعرف الآن بوسط البرتغال. كانت موجودة من 1144 إلى 1145. كان مركزها في مدينة شنترين وكانت تشمل جزءًا كبيرًا من محافظة شنترين الحالية. كانت الطائفة تحت حكم قبيلة عربية اسمها بني الخزرج.

## قائمة الأمراء

### سلالة اللبيديون
- لبيد : 1144–1145
  - إلى بطليوس: حوالي 1145-1147